# Jakobsonov organ
Jakobsonov organ ili vomeronazalni organ, organ kod nekih životinja kojemu je zadaća detektiranje feromona. Sastoji od para rupičastih struktura smještenih u nosne sluznice. Kod ljudi ovaj organ je zakržljao, ostatak je evolucijske prošlosti i nema više nikakve funkcije.
Zmijama i sisavcima koji luče feromone, služe za davanje informacija o sebi (glodavci, mačke), ali i za pronalaženje plijena kod zmija.
Otkriče ovog organa pripisuje se danskom kirurgu Ludwig Lewin Jacobsonu, po čemu je i dobio naziv.